# Нечжа
Не́чжа або Не Жа (哪吒) — божество-захисник і трикстер в китайській традиційній релігії. Зображається переважно в подобі озброєного хлопчика. Походить з буддистської міфології, змішаної з місцевими віруваннями. Міфи про цього бога оформилися в сучасному вигляді в XIII—XIV століттях. Головним чином Нечжа описаний в китайських романах XVI—XVII століть «Канонізація божеств» і «Подорож на Захід».

## Образ і заняття
Нечжа традиційно зображається як хлопчик, озброєний списом, що стоїть на двох палаючих металевих кільцях. Завдяки кільцям Нечжа здатний швидко подорожувати по землі аби літати. Іншими його атрибутами є золотий браслет і смужка червоного шовку, а також іноді золотий злиток. Він, як правило, одягнений в дитячий одяг і має дитячу зачіску — волосся, зібране в два круглих пучка. Часом зображається дорослим і в обладунках. У войовничому зображенні Нечжа має три голови, шість рук і дві ноги.
Основним заняттям Нечжа є захист поселень від демонів. Його епітет «Маршал центрального вівтаря» вказує на здатність захищати від загроз з усіх чотирьох напрямків — півдня, півночі, сходу та заходу. Зокрема, Нечжа став захисником Пекіну в XV столітті, коли туди було перенесено столицю. Подекуди Нечжа вважався покровителем удачі в азартних іграх. Його бунтарське походження зробило Нечжа ближчим до людей, ніж інші боги, і ставлення до нього відповідно стало менш формалізованим.
У сучасних віруваннях Нечжа за свої кільця-колеса шанується як покровитель водіїв. Іноді Нечжа, крім того, слугує покровителем дітей.

## Поява й подвиги
Нечжа народився у фортеці царя Лі. Його дружина Інь ходила вагітна три роки й шість місяців, і народила кульку плоті (лотос в інших варіантах). Цар, вирішивши, що вона народила демона, розрубав кульку, і з неї з'явився хлопчик дуже маленького зросту, одразу здатний ходити й говорити. Від народження він мав золотий браслет на правій руці та смужку червоного шовку на поясі. Його назвали Нечжа та віддали на навчання безсмертному Тайю Чженьженю. В Нечжа було двоє старших братів — Джінчжа і Мучжа.
Володар Східного моря, примхливий і дратівливий дракон Ао Гуан, вимагав від людей у жертву юнаків і дівчат за те, що пошле їм дощ. Коли Нечжа виповнилось 7 років, він грався на березі річки (або моря) та збурив її води. Роздратований Ао Гуан послав гінця Ао Біна втихомирити хлопчика, але той зумів убити гінця. В деяких варіантах дракон посилав кількох гінців і Нечжа вбивав їх усіх, а з їхніх сухожиль зробив собі пояс. За це Ао Гуан став вимагати в царя Лі смерті Нечжа, інакше затопить його фортецю. Тоді хлопчик вчинив самогубство аби не наражати батьків і народ на небезпеку. В деяких варіантах Лі вирішив віддати сина дракону, але Нечжа убив себе сам. За варіантом, викладеним у «Подорож на Захід», Ао Гуан після втрати гінців став погрожувати, що донесе про бешкетування Нечжа Нефритовому імператору. Тоді Нечжа особисто зійшовся з драконом у двобої та змусив Ао Гуана втекти назад до моря.
Після самогубства Нечжа з'явився матері уві сні, попросивши збудувати на його честь храм. Інь потай від чоловіка виконала прохання і храм швидко став відомий завдяки чудесним зціленням в ньому. Цар Лі, дізнавшись про це, спалив храм (розбив поставлену в ньому статую Нечжа в інших варіантах). Тайю Чженьжень відродив Нечжа з лотоса як безсмертного бога, вручивши йому вогненні кільця та вогненний спис, з якими хлопчик вирушив помститися батькові.
Ховаючись від Нечжа, Лі звернувся за порятунком до Будди або одного з безсмертних мудреців. Той порадив тримати в руці пагоду, яку Нечжа не наважиться пошкодити. Тому відтоді Лі називають Цар Лі Тримач Пагоди. Лі послав Мучжа на бій з Нечжа, але той програв поєдинок. Тоді Лі сам вчинив самогубство, але його врятував мудрець Манджушрі, котрий після цього на якийсь час ув'язнив Нечжа. Хлопчик згодом знову взявся переслідувати батька і тоді мудрець Ранден Даорен навчив Лі як ув'язнити в його пагоді будь-яку істоту, будь то людина, дух чи бог. Той ув'язнив сина і тільки тоді Нечжа погодився примиритися з батьком.

## Трактування образу
В образі Нечжа вбачається спорідненість з індуїстським божеством бажань Налакуварою, що іноді фігурує як сексуальний трикстер в подобі хлопчика. Він згадується в «Рамаяні» та «Бхаґавата-Пурані» як син бога багатства Кубери. В деяких версіях «Рамаяни» Налакубера проклинає Равану за зґвалтування його дружини Рамбги — той не може торкнутися жодної жінки без її згоди, інакше його голови розірвуться. В «Бхаґавата-Пурані» Налакубера та його брат самі стають жертвою прокляття мудреця Наради й перетворюються на дерева за те, що опинилися голими в його присутності. Потім прокляття знімає бог Крішна в дитячій подобі.
В буддистських джатаках Налакубера (Натакувера) фігурує музикантом царя міста Варанасі. Коли дружину царя на ім'я Какаті викрав Ґаруда, цар послав Натакуверу розшукати її. Сховавшись в пір'ї Ґаруди, Налакувара знайшов Какаті та злігся з нею. Дорогою назад він почав співати про це, Ґаруда почув пісню та викинув Налакувару. В буддистських тантричних текстах Налакувара також постає командувачем військ духів якшів. Його імені приписується здатність лікувати зміїні укуси. В цих текстах з X століття початковий образ малого Налакувари змішується з образом Крішни-хлопчика, відомого як переможець змії Калії; його батько Кубера трансформується в Небесного царя Вайшравану.
З поширенням буддизму в Китаї туди потрапили релігійні тексти, а ім'я Натакувера в ході мовних адаптацій перетворилося на Нажа чи Нечжа. В китайській культурі боротьба Крішни з Калією здобула місцевий колорит, ставши боротьбою Нечжа проти Ао Гуана. Вайшравана, увійшовши до традиційної китайської релігії, імовірно злився в народній уяві з реальним Лі Джінгом — генералом, який жив у VI—VII століттях і здобув вирішальну перемогу в боротьбі династії Тан зі стародавніми тюрками.

## Нечжа в мистецтві

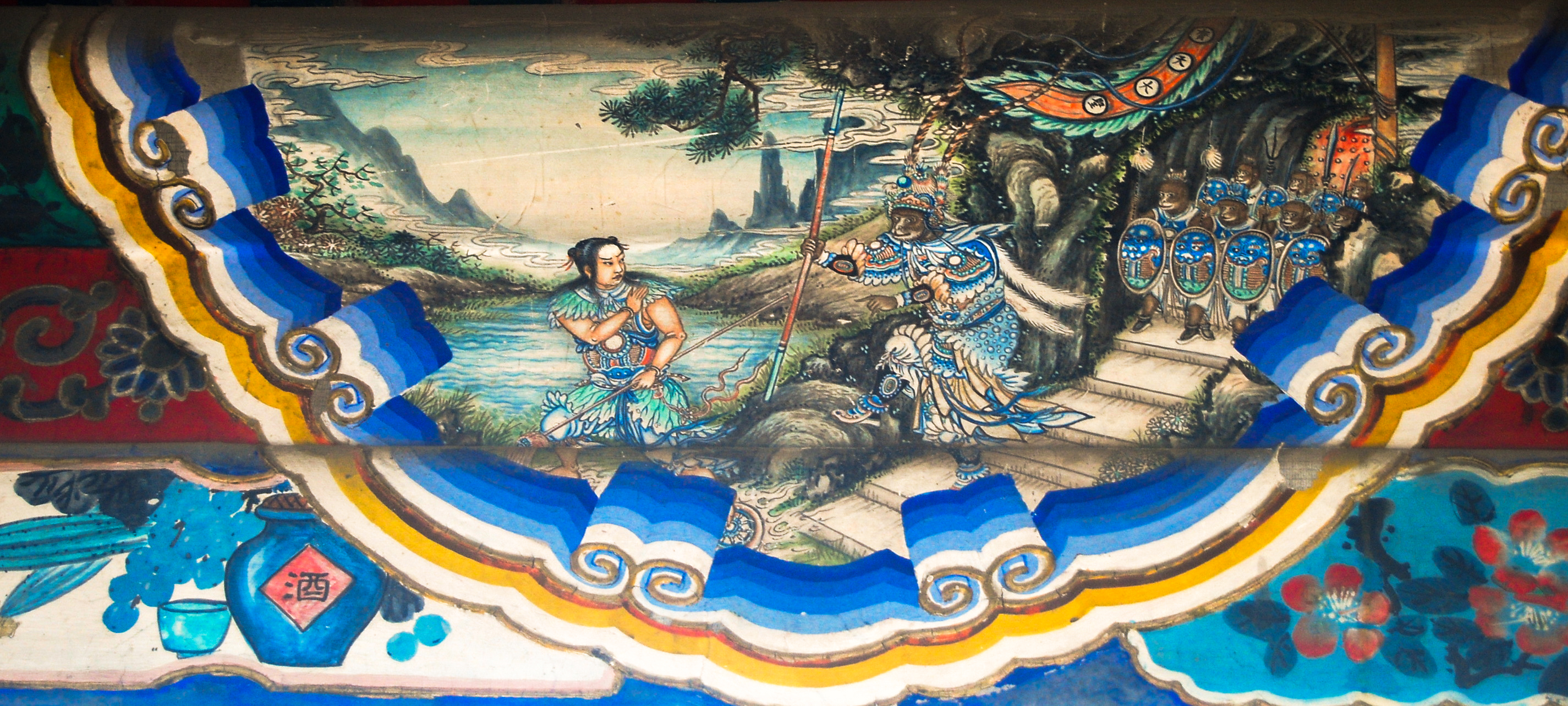
Нечжа і Сунь Укун на розписі в Галереї Чанлан, XVIII-XIX ст.

### У традиційній китайській культурі
Найпоширеніша історія про Нечжа — боротьба з Ао Гуаном. Цей бог виступає героєм роману «Канонізація божеств», де наведено його традиційну біографію. В романі «Подорож на Захід» Нечжа фігурує як генерал армії свого батька та бореться з Царем Мавп, Сунь Укуном. Згодом вони стають союзниками, Нечжа кілька разів з'являється, аби допомогти головним героям подолати демонів на їхньому шляху.

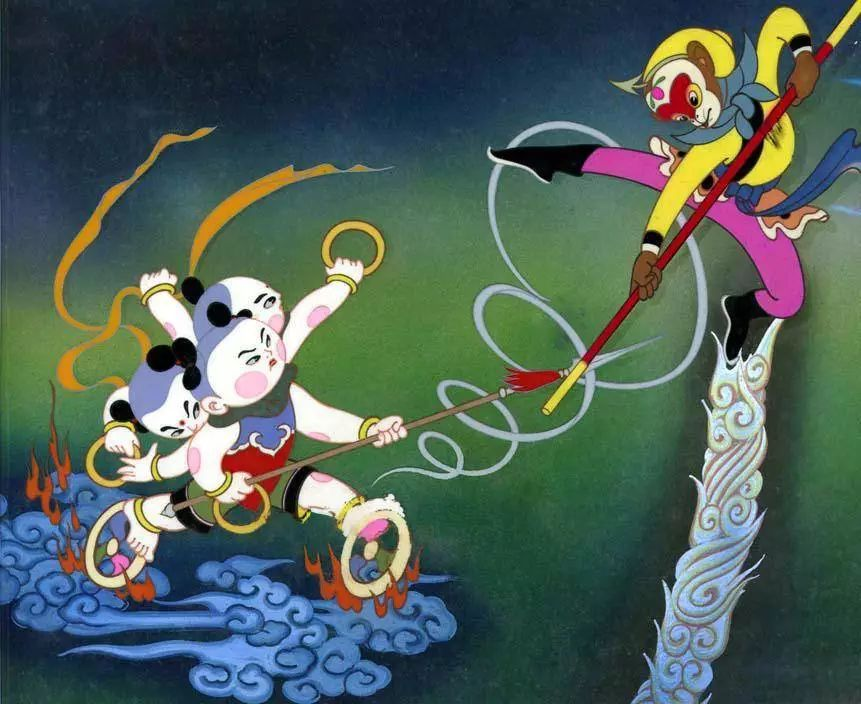
Нечжа проти Царя Мавп у мультфільмі «Переполох на небесах», 1964 р.

### Кіно й телебачення
- «Народження Нечжа» (哪吒出世, 1927 або 1928).[11][12]
- «Переполох на небесах» (大鬧天宮, 1961-1964) — анімаційний серіал, де Нечжа виступає одним з ворогів Царя Мавп.[13]
- «Нечжа — переможець дракона» або «Тріумф принца Нечжа над царем-драконом» (哪吒闹海, 1979) — повнометражний анімаційний фільм. Саме з нього походить сучасне зображення Нечжа, котре використовується в масовій культурі.[14]
- «Легенда про Не Жа» (哪吒传奇, 2003—2004) — анімаційний серіал.[15]
- «Я, Нечжа» (我是哪吒, 2016) — комп'ютерний анімаційний фільм.[16]
- «Нечжа: Трансформери» (哪吒与变形金刚, 2017) — анімаційний серіал, кросовер китайської міфології та франшизи «Трансформери».[17]
- «Нечжа» (哪吒, 2019) — комп'ютерний анімаційний фільм, лідер прокату в Китаї та серед зарубіжних анімаційних фільмів у США,[18] та його продовження «Нечжа 2» (2025), найкасовіший анімаційний фільм в історії.[19]

Також Нечжа є персонажем багатьох кіноадаптацій «Канонізації божеств» і «Подорожі на Захід».

### Відеоігри
- Smite (2012; Microsoft Windows, Xbox One і PlayStation 4) — Нечжа є одним з грабельних персонажів.[20]
- Warframe (2013; Microsoft Windows, PlayStation 4, Xbox One, Nintendo Switch) — наявний персонаж Нечжа, образ якого заснований на міфологічному Нечжа.[21]
- Seven Knights (2015; Nintendo Switch, Android, iOS) — Нечжа є одним з колекційних персонажів, зображений як дівчина.[22]
- Fate/Grand Order (2015; Android, iOS) — Нечжа є одним з колекційних персонажів, також зображений як дівчина.[23]